# 御首題
御首題（しゅだい）とは、「南無妙法蓮華経」の七文字を指し、日蓮系寺院（ただし、日蓮正宗等は除く）において、信仰の証として、また参拝の証として求めに応じて授与される。それは、帳面に直に揮毫される場合もあれば、一枚紙に既に揮毫された物(書き置き)の場合もある。他宗派寺院や神社における朱印とは若干趣旨が異なる（下記参照）。
通常、「御首題（ごしゅだい）」と敬称される。

## 基本形式
中央に「南無妙法蓮華経」の題目、その左右には法華経中の文言や寺院の縁起に因む文言、日付、寺院名などが揮毫され、各寺院所定の判子が押されるのが一般的であるが、題目以外は寺院あるいは書き手によりまちまちである。
また、少数ではあるが、題目部分を墨書きではなくスタンプによっている寺院もある。

## 首題帳（首題帖）
各寺院の首題のみを求めることを目的とする帳面を、一般に「首題帳（首題帖）」と称する。
首題は法華経に対する「信仰の証」であるから、首題を受け得るのは原則として首題帳に限られる。
他宗派寺院や神社の御朱印が混在した朱印帳（朱印帖）に揮毫を求めた場合、首題を揮毫して貰えるケースもあるが、首題ではなく「妙法」あるいはその他の文言が揮毫されたり、首題・朱印に関わらず揮毫すること自体を断わられるケースもあり、書き手（住職その他の僧侶）の考え方による部分が大きい。
なお、本山格の規模の大きい寺院などでは、「御朱印帳」の名称でオリジナルの集印帳を用意していることもある。差し出された集印帳が首題帳であるか、朱印帳であるかは、使用実態により個々に判断されるものと思われる。
また、住職の考えにより、首題帳であったとしても首題を揮毫しない方針を決めている寺院もある。